# Daniel Pesina
Daniel Pesina (nascido em 1959 em Chicago, Illinois) é um especialista em artes marciais e um ex-funcionário da Midway. Ele é mais reconhecido como o actor que interpretou Johnny Cage e os ninjas Sub-Zero, Scorpion, Reptile, Smoke, e Noob Saibot em Mortal Kombat e Mortal Kombat II.
Pesina foi demitido de Midway, em 1994, porque vestiu o traje de Cage em um anúncio de um jogo de arcade BloodStorm de outra empresa de games, a Strata. O primeiro anúncio apareceu na edição de estréia da EGM2. As personagens de Pesina foram interpretadas por atores diferentes nas continuações: os papéis dos Ninja foram retomadas por John Turk em Mortal Kombat 3 e Ultimate Mortal Kombat 3, enquanto Johnny Cage seria interpretado por Chris Alexander em Mortal Kombat Trilogy.
Após sua saída da Midway, novos empreendimentos em outros jogos de luta foram sem êxito. Depois do fracasso de BloodStorm, ele e seu irmão Carlos (Raiden na versão 2D de Mortal Kombat) prestaram assistência a Data East com o seu jogo de luta digitalizado, Tattoo Assassins, que nunca chegou para os arcades. Em 1995, ele e colegas atores Ho Sung Pak, Katalin Zamiar, e Dr. Phillip Ahn, M.D. apareceram em um jogo de luta produzido exclusivamente para o Atari Jaguar intitulado Thea Realm Fighters, mas nunca foi lançado após a Atari cessar a produção no sistema falhou no final daquele ano.
Pesina apareceu como um dos soldados foot do Shredder (Destruidor, no Brasil) no filme Teenage Mutant Ninja Turtles II: The Secret of the Ooze em 1992 . No filme The Book of Swords de 2003, que também estrelou com os colegas atores de Mortal Kombat Zamiar, Pak e Richard Divizio, ele interpretou um assassino cuja missão era tirar o galã do filme.
Carlos Daniel e também apareceu em um filme de comédia, baseada videogame intitulado Press Start, que foi lançado em DVD em 25 de setembro de 2007. Daniel é o personagem chamado Sasori, que é "escorpião" em Japonês.
Desde 2004, Dan Pesina é professor da Escola de Chicago Wushuguan, enquanto Carlos foi empregado na Midway desde 1995.